# Londiani
Londiani är en ort i distriktet Kericho i provinsen Rift Valley i Kenya. År 1999 hade staden 37 538 invånare.